# Подерное преобразование
Поде́рное преобразова́ние кривой относительно фиксированной точки — преобразование плоскости, отображающее любую кривую плоскости в другую кривую следующим образом: каждая точка исходной кривой отображается в основание перпендикуляра, опущенного из данной фиксированной точки на касательную к исходной кривой, проведённую в текущей точке. Фиксированная точка называется центром преобразования. Линия, в которую отображается исходная кривая, называется подерой.
Подерное преобразование есть неточечное преобразование, поскольку оно отображает кривую в кривую, то есть это преобразование в множестве кривых, причём его не получится представить как преобразование в множестве точек, так как оно не сохраняет точки, прямые и окружности.
Например:
- подера прямой есть точка — основание перпендикуляра, опущенного из центра преобразования на прямую;
- подера точки, представленной как пучок прямых, «касательных» к этой точке, есть окружность с диаметром — отрезком с концами в исходной точке и в центре преобразования;
- подера окружности относительно своего центра, — эта же окружность;
- подера окружности относительно точки, лежащей не в центре окружности, — это улитка Паскаля.

- Подера окружности — улитка Паскаля
- Центр преобразования внутри окружности
- Центр преобразования на окружности — кардиоида
- Центр преобразования вне окружности

## Подерное преобразование как касательное
Подерное преобразование можно представить не только как отображение линни в линию (прямая и точка считаются линиями), но и как отображение линейного элемента плоскости в линейный элемент.
При подерном преобразовании его центр и любая точка исходной кривой вместе с её касательной полностью определяют:
- точку подеры, соответствующую точке исходной кривой;
- касательную к подере в этой точке.

Любая точка подеры определяется по определению. Касательная к подере в данной точке определяется как касательная к окружности, проходящей через три точки: центр подерного преобразования, точку подеры и её прообраз на исходной кривой. Диаметр этой окружности — отрезок с концами в центре подерного преобразования и точке подеры.
Отсюда следует, что подерное преобразование отображает кривые, касающиеся друг друга в некоторой точке, в подеры, касающиеся друг в друга в точке, в которую отображается исходная точка. Иначе точка кривой с заданным в ней направлением отображается подерным преобразованием в току подеры с заданным в ней направлением. Следовательно, подерное преобразование отображает линейный элемент плоскости в линейный элемент, то есть действует в множестве линейных элементов.
Таким образом, подерное преобразование отображает кривую, представляющую собой набор своих линейных элементов, в подеру, составленную из линейны элементов, в которые отображаются линейные элементы исходной кривой. То есть подерное преобразование есть касательное преобразование (преобразование Ли).